# 赤土乡 (漳浦县)
赤土乡，是中华人民共和国福建省漳州市漳浦县下辖的一个乡镇级行政单位。

## 行政区划
赤土乡下辖以下地区：
浯源村、赤土村、埔阳村、下坂村、下宫村、西洋村、水头村、万安村、溪东村、前坂村和下埔畲族村。